# Peshkopi
Peshkopi (macedonio: Пешкопеја, turco: Debre-i Zir) es una ciudad de Albania, capital tanto del condado como del municipio de Dibër, en el noreste del país. Se encuentra a 187 km de la capital nacional Tirana y a 20 km de la frontera albanesa con Macedonia del Norte. Tiene una altitud de 651 m s. n. m. y, de acuerdo al censo de 2004, tiene una población de 14 100 habitantes. Es la única capital de condado en Albania que no tiene el mismo nombre que el condado. El río Drin Negro fluye al oeste de la ciudad. Se han descubierto diversos minerales en las cercanías de la ciudad como cromo, azufre y mármol.